# Ridala (Laimjala)
Ridala – wieś w Estonii, w prowincji Sarema, w gminie Laimjala.